# Масатосі Такеїті
Такеїчі Масатоші  ( яп. 竹市雅俊, англ. Masatoshi Takeichi, нар. 27 листопада 1943 Нагоя, Японія) — японський біолог, цитолог. Директор центру з біології розвитку RIKEN (з 2000), перед цим багаторічний професор Кіотського університету. Найвідоміший як першовідкривач кадгеринів.

## Біографія
Закінчив Нагойський університет як бакалавр (1966) і магістр (1968) біології. В 1973 році здобув докторський ступінь з біофізики в Кіотському університеті. В 1970 — 2002 в Кіотському університеті асистент-професор, з 1978 року асоційований професор, з 1986 року професор. З 2000 року директор центру з біології розвитку RIKEN. Член редколегії Developmental Cell.

## Нагороди та визнання
- 1989: Tsukahara Nakaakira Award
- 1992: Chunichi Culture Award
- 1993: Osaka Science Award
- 1994: Премія Асахі[en][4]
- 1995: Премія Princess Takamatsu Cancer Research Fund
- 1996: Премія Японської академії наук[en][4]
- 2000: Член Японської АН[5]
- 2001: Ross Harrison Prize[en][4]
- 2001: Keio Medical Science Prize[en][6]
- 2004: Person of Cultural Merit[en][7]
- 2007: іноземний член Національної АН США[8]
- 2005: премія Японії[9]
- 2009: Асоційований член EMBO[10]
- 2012: Thomson Reuters Citation Laureate з фізіології та медицини[11]
- 2014: Член Американської асоціації сприяння розвитку науки[12]
- 2020: Міжнародна премія Гайрднера.[13]

## Доробок
- Takeichi, M (1977). Functional correlation between cell adhesive properties and some cell surface proteins. J. Cell Biol. 75 (2): 464—474. doi:10.1083/jcb.75.2.464. PMC 2109947. PMID 264120.
- Yoshida, N.; Takeichi, M. (1982). Teratocarcinoma cell adhesion: Identification of a cell surface protein involved in calcium-dependent cell aggregation. Cell. 28 (2): 217—224. doi:10.1016/0092-8674(82)90339-7. PMID 7060128.
- Hatta, K.; Takeichi, M. (1986). Expression of N-cadherin adhesion molecules associated with early morphogenetic events in chicken embryos. Nature. 320: 447—449. doi:10.1038/320447a0. PMID 3515198.
- Nagafuchi, A.; Shirayoshi, Y.; Okazaki, K.; Yasuda, K.; Takeichi, M. (1987). Transformation of cell adhesion properties by exogenously introduced E-cadherin cDNA. Nature. 329 (6137): 341—343. Bibcode:1987Natur.329..341N. doi:10.1038/329341a0. PMID 3498123.
- Hirano, S.; Kimoto, N.; Shimoyama, Y.; Hirohashi, S.; Takeichi, M. (1992). Identification of a neural alpha-catenin as a key regulator of cadherin function and multicellular organization. Cell. 70 (2): 293—301. doi:10.1016/0092-8674(92)90103-j. PMID 1638632.